# Jared Sparks

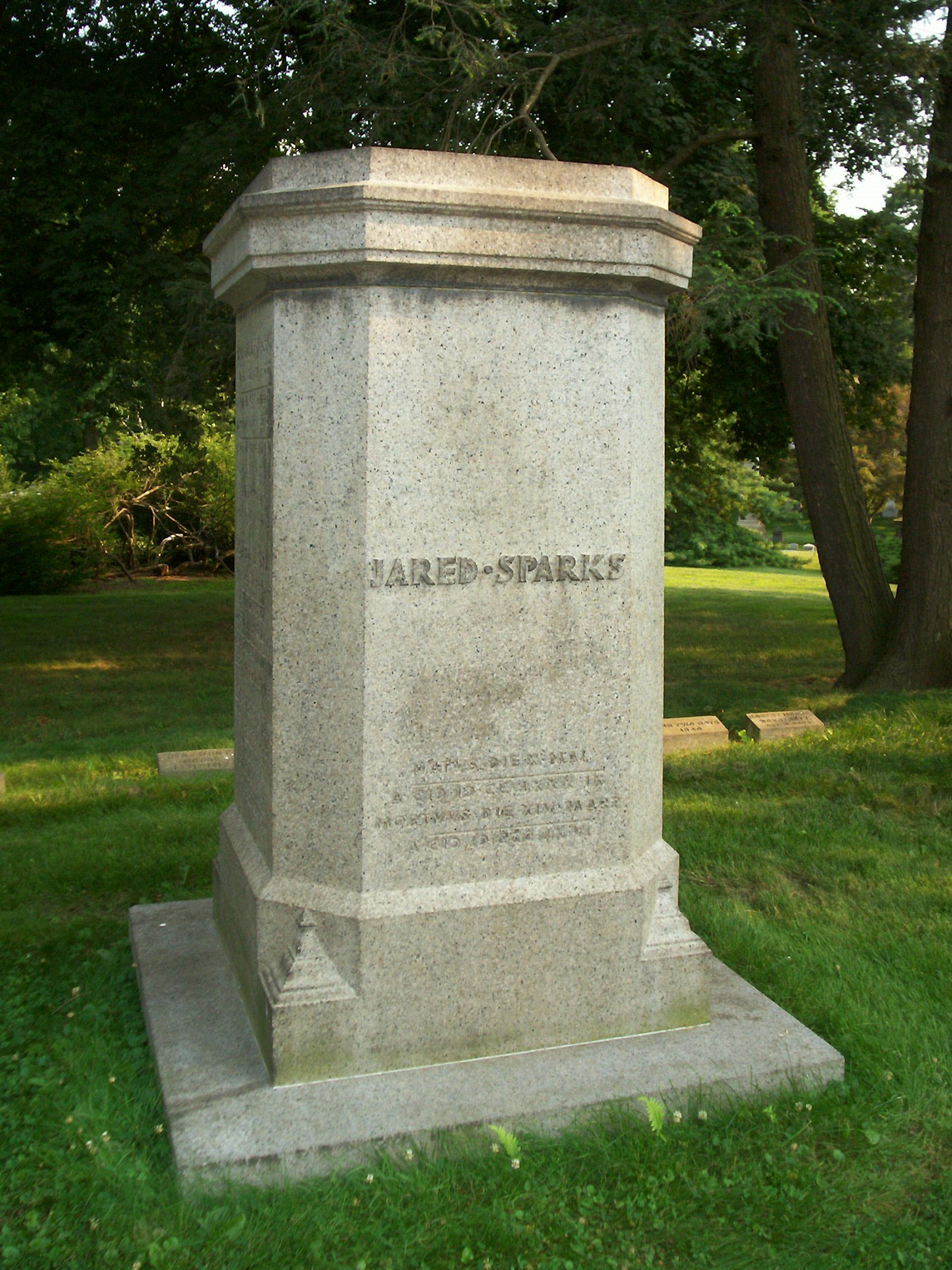
Grabmal von Jared Sparks auf dem Mount Auburn Cemetery in Cambridge, Massachusetts

Jared Sparks (* 10. Mai 1789 in Willington im US-Bundesstaat Connecticut; † 14. März 1866 in Cambridge) war ein US-amerikanischer Historiker und unitarischer Pfarrer.

## Leben
Sparks war eine Zeit lang Prediger einer Unitariergemeinde in Boston. Er war Chefredakteur der Vierteljahrsschrift North American Review. Diese redigierte er von 1823 bis 1830. 1825 wurde er in die American Academy of Arts and Sciences gewählt. Er wurde 1839 Professor der Geschichte an der Harvard University in Cambridge (Massachusetts) und war von 1849 bis 1852 deren Präsident. Seit 1845 war er korrespondierendes Mitglied der Preußischen Akademie der Wissenschaften. Er starb am 14. März 1866 in Cambridge und fand auf dem Mount Auburn Cemetery seine letzte Ruhestätte.

## Werke (Auswahl)
als Autor
- Leben des berühmten amerikanischen Reisenden John Ledyard, des Begleiters von Cook („Life of John Ledyard“, 1828). Leipzig 1829.
- Life of Gouverneur Morris. Gray, Boston 1832 (3 Bände).
- Leben und Briefwechsel Georg Washingtons („Life of Washington, with diaries“, 1839). Brockhaus, Leipzig 1839.

als Herausgeber
- Diplomatic correspondence of the American revolution. Hale, Gray & Bowen, Boston 1829/31 (12 Bände).
- Library of American biography. New York 1834/47 (25 Bände).
- Correspondence on the American revolution. New York 1853 (4 Bände).
- Works of George Washington. New York 1834/38 (12 Bände, mit Biographie).
- Works of Benjamin Franklin. New York 1836/40 (10 Bände).